# Yuta Kumamoto
Yuta Kumamoto (熊本 雄太 Kumamoto Yuta?, Fukuoka, 18 de julio de 1995) es un futbolista japonés que juega como defensa en el Montedio Yamagata.

## Trayectoria

### Clubes
| Club              | País  | Año       |
| ----------------- | ----- | --------- |
| Montedio Yamagata | Japón | 2018-2021 |
| Avispa Fukuoka    | Japón | 2022      |
| Montedio Yamagata | Japón | 2023-     |